# Diskografija sastava Nina Sky
Diskografija sastava Nina Sky, američkog R&B dua, sastoji se od 3 studijska albuma i 20 singlova. Grupa je 2003. potpisala ugovor s Universal Music Group za njihov prvi album. U travnju iduće godine izdaju prvi singl, "Move Ya Body", koji je debitirao na broj 4 na Billboard Hot 100 (a kasnije na br. 17). Dva mjeseca kasnije, izdan je i debitanski album Nina Sky. Album je imao vrlo dobar uspjeh i debitirao je na broj 4 na Billboard U.S. R&B top ljestvici. Album je ubrzo prodan 300,000 kopija po cijelom svijetu. Album je ponudio još četiri singla, uključujući B-stranu prvog singla "In a Dream", te hit singl Turnin' Me On, koji je debitirao na broj 5 na Bubbling Under Hot 100. Do 2014., izdale su još dva albuma "La Conexión" iz 2005. te "Nicole and Natalie" (2012.). Postale su poznate po suradnjama s reperima kao što su B-Real, Pitbull i Smoke DZA, te po tome što su jedne od prvih izvođaća koji su počeli izdavati albume digitalno, bez ikakve diskografske kuće.

## Studijski albumi
| Godina | Album                                                                       | Najviše pozicije | Najviše pozicije | Najviše pozicije       | Certifikacija |
| Godina | Album                                                                       | Billboard 200    | U.S. R&B         | Top R&B/Hip-Hop Albums | Certifikacija |
| ------ | --------------------------------------------------------------------------- | ---------------- | ---------------- | ---------------------- | ------------- |
| 2004   | Nina Sky - Diskografska kuća: Universal                                     | 44               | 4                | 21                     | - RIAA: Gold  |
| 2005   | La Conexión - Objavljen: 25. listopada 2005. - Diskografska kuća: Universal | -                | -                | -                      |               |
| 2012   | Nicole and Natalie - Objavljen: 31. srpnja 2012. - Diskografska kuća:       | -                | -                | -                      |               |

## EP-ovi
| Godina | Album                                                                           | Najviše pozicije | Najviše pozicije | Najviše pozicije | Certifikacije |
| Godina | Album                                                                           | U.S.             | U.K.             | U.S. R&B         | Certifikacije |
| ------ | ------------------------------------------------------------------------------- | ---------------- | ---------------- | ---------------- | ------------- |
| 2008   | Christmas - Objavljen: 18. prosinca 2008. - Diskografska kuća: Polo Grounds / J | -                | -                | -                |               |
| 2010   | The Other Side - Objavljen: 3. kolovoza 2010. - Diskografska kuća:              | -                | -                | -                |               |

## Neobjavljeni albumi
- Starting Today
- Objavljen: 27. srpnja 2007. (otkazano)
- Diskografska kuća: Universal, Polo Grounds / J

## Singlovi
| Goduna          | Pjesma                           | Najviše pozicije | Najviše pozicije | Najviše pozicije | Najviše pozicije | Album              |
| Goduna          | Pjesma                           | U.S. Hot 100     | U.S. R&B         | Rhythmic Top 40  | UK               | Album              |
| --------------- | -------------------------------- | ---------------- | ---------------- | ---------------- | ---------------- | ------------------ |
| 2004.           | "Move Ya Body" (featuring Jabba) | 4                | 14               | 6                | 6                | Nina Sky           |
| 2004.           | "In a Dream"                     |                  |                  |                  | —                | Nina Sky           |
| "Time to Go"    |                                  |                  |                  | —                |                  |                    |
| "Turnin' Me On" | 5                                | 74               | 33               | —                |                  |                    |
| 2008.           | "Curtain Call"                   | —                | —                | —                | —                |                    |
| 2008.           | "On Some Bullshit"               | —                | —                | —                | —                |                    |
| 2010.           | "You Ain't Got It (Funk That)"   | —                | —                | —                | —                | The Other Side     |
| 2012.           | "Day Dreaming"                   | —                | —                | —                | —                | Nicole and Natalie |
| 2012.           | "Heartbeat"                      | —                | —                | —                | —                | Nicole and Natalie |
| 2012.           | "Comatose"                       | —                | —                | —                | —                | Nicole and Natalie |
| 2014.           | "Stoners" (featuring Smoke Dza)  | 5                | 74               | 33               | —                |                    |